# Потворний хлопчик
«Потво́рний хло́пчик» (англ. The Ugly Little Boy) — науково-фантастичне оповідання американського письменника Айзека Азімова. Вперше надруковане у вересні 1958 року в журналі «Galaxy Science Fiction», увійшло до збірок «Дев'ять завтра» («Nine Tomorrows») (1959), «Сни робота» («Robot Dreams») (1986).

## Сюжет
Трирічна неандертальська дитина була переміщена в нас час в результаті проведення експериментів з подорожей у часі корпорацією «Стасіс». Вона не може покинути машину часу, оскільки це спричинило б гігантську втрату енергії та виникнення часових парадоксів. Корпорація наймає дитячу виховательку Едіт Феловс для догляду за ним.
Едіт спочатку жахається його вигляду, але потім починає ставитися до нього як до звичайної людини і намагається забезпечити йому найкраще майбутнє в цих умовах. Едіт сердиться, що всі називають дитину «ape-boy». Вона називає його Тіммі і вчить говорити. Тіммі виявляється розумнішим, ніж очікувалось.
Тіммі виповнюється 7 років, він освоїв читання і Едіт думає як забезпечити йому спілкування з іншими дітьми та шкільне навчання. Але її роботодавець вважає, що Тіммі перестав бути цікавим для вивчення і слава, яку він приніс корпорації, вже у минулому. Він вирішує задіяти машину часу для нового проекту — переміщення в сучасність середньовічного селянина, а Тіммі повернути в доісторичну епоху.
Едіт знаючи, що Тіммі після життя в штучних умовах не виживе у своєму часі, хоче викрасти його, але її викривають.
Прощаючись з ним, Едіт запитує — чи знає він, що таке мати і чи хотів він, щоб вона в нього була. Тіммі відповідає, що мамою він вважає Едіт. Після цього вона переміщується в минуле разом з Тіммі.